# Eikoh Hosoe
Eikoh Hosoe, en idioma japonés 細江 英公 Hosoe Eikō, (18 de marzo de 1933-16 de septiembre de 2024) fue un fotógrafo y productor audiovisual japonés.

## Biografía
Su padre era un sacerdote shinto y empezó a hacer fotografías desde su infancia. Ganó el primer premio del concurso Fuji Film con su obra Paddie-Chan por lo que aumentó su interés por la fotografía y entre 1951 y 1954 realizó estudios en la Escuela de Fotografía de Tokio, lo que le permitió al terminar trabajar como freelance. En 1959 fundó la agencia Vivo junto a Ikkō Narahara y Shōmei Tōmatsu, entre otros.
Su primera exposición la realizó en 1956 con el título An American Girl in Tokyo (Una americana en Tokio) en la galería Konishiroku de Ginza. En la década de los sesenta era un referente para la fotografía de innovación en Japón y en 1963 publicó su libro Barakei (Muerto por las rosas) en colaboración con Yukio Mishima con el que alcanzó gran éxito mundial por sus imágenes de desnudos realizados en blanco y negro con gran contraste. Sin embargo su primer libro lo había publicado dos años antes con el título de Mujeres y hombres. Otro libro destacable fue Ordeal by roses con el que realizó una suite titulada Embrace en 1971 donde destacan sus desnudos y composiciones eróticas. Su obra se considera un antecedente del trabajo de Robert Mapplethorpe.
En 1964 estuvo visitando Barcelona donde se sintió impresionado por la arquitectura de Gaudí lo que le hizo regresar en 1977 a fotografiar su obra.
En 1974 fundó la Photo Workshop School en Tokio junto a Nobuyoshi Araki, Masahisa Fukase, Daidō Moriyama, Noriyaki Yokosuka y Shomei Tomatsu. En 1975 fue nombrado profesor de fotografía en el Instituto Politécnico de Tokio, aunque continuó su trabajo participando en exposiciones entre las que se puede destacar la realizada en los Encuentros de Arlés de 1983 y la exposición itinerante realizada en el año 2000 en el International Center of Photography de Nueva York.
Residió en Tokio. Entre los reconocimientos recibidos se encuentran el Premio Fotógrafo del año en 1961 y 1963; el Premio del Ministerio de Educación en 1970 y el Premio Higashikawa en 2001.